# Saint-Thomas-en-Argonne
Saint-Thomas-en-Argonne est une commune française, située dans le département de la Marne en région Grand Est.

## Géographie

### Localisation
Saint-Thomas-en-Argonne se trouve au nord-est du département de la Marne, en région Grand Est. La commune appartient à la région agricole de l'Argonne.
La commune de Saint-Thomas-en-Argonne s'étend sur une superficie de 443 hectares. Sur son territoire, l'altitude varie de 120 à 187 mètres. Le village se trouve sur une colline bordée par la vallée de l'Aisne à l'ouest et celle de la Biesme au sud ; les deux rivières confluant au sud-ouest de Saint-Thomas. Le point culminant de la commune est localisé à son extrémité au nord-est, au niveau de la nécropole nationale.
Le village est traversé par la route départementale 666. Par la route, Saint-Thomas-en-Argonne se situe à 60 km de Châlons-en-Champagne, préfecture de la Marne, à 60 km de Verdun, sous-préfecture de la Meuse, à 33 km de Vouziers, sous-préfecture des Ardennes, et à 13 km de Sainte-Menehould, bureau centralisateur du canton d'Argonne Suippe et Vesle dont dépend Saint-Thomas-en-Argonne depuis 2015. La commune fait en outre partie du bassin de vie de Sainte-Menehould.
Saint-Thomas-en-Argonne est limitrophe de 3 communes :
| Servon-Melzicourt |                         |                   |
|                   | Saint-Thomas-en-Argonne | Vienne-le-Château |
| Vienne-la-Ville   |                         |                   |

### Hydrographie
La commune est dans la région hydrographique « la Seine du confluent de l'Oise (inclus) à l'embouchure » au sein du bassin Seine-Normandie. Elle est drainée par l'Aisne et la Biesme,.
L'Aisne est un  cours d'eau naturel navigable de 256 km de longueur, traversant les cinq départements Meuse, Marne, Ardennes, Aisne, Oise. Elle est un affluent de rive gauche de l'Oise, ce qui fait d'elle un sous-affluent de la Seine. 
La Biesme, d'une longueur de 28 km, prend sa source dans la commune de Beaulieu-en-Argonne et se jette  dans l'Aisne sur la commune, après avoir traversé neuf communes. 

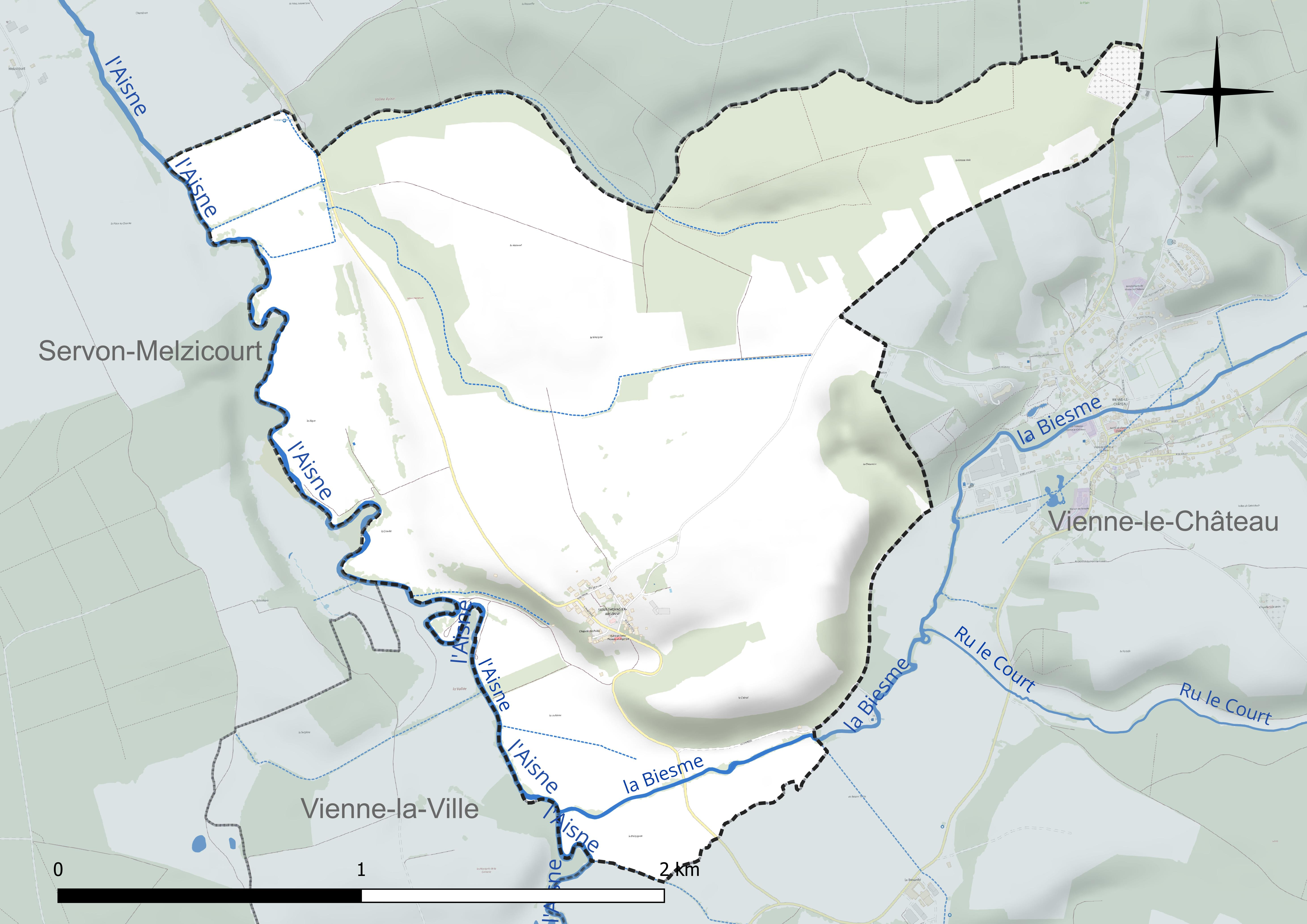
Réseau hydrographique de Saint-Thomas-en-Argonne.

### Climat
Pour des articles plus généraux, voir Climat du Grand Est et Climat de la Marne.
En 2010, le climat de la commune est de type climat des marges montargnardes, selon une étude du Centre national de la recherche scientifique s'appuyant sur une série de données couvrant la période 1971-2000. En 2020, Météo-France publie une typologie des climats de la France métropolitaine dans laquelle la commune est exposée à un climat océanique altéré et est dans la région climatique  Nord-est du bassin Parisien, caractérisée par un ensoleillement médiocre, une pluviométrie moyenne régulièrement répartie au cours de l’année et un hiver froid (3 °C). 
Pour la période 1971-2000, la température annuelle moyenne est de 10,1 °C, avec une amplitude thermique annuelle de 16 °C. Le cumul annuel moyen de précipitations est de 873 mm, avec 13,1 jours de précipitations en janvier et 9,2 jours en juillet. Pour la période 1991-2020, la température moyenne annuelle observée sur la station météorologique de Météo-France la plus proche, « Montcheutin_sapc », sur la commune de Montcheutin à 12 km à vol d'oiseau, est de 11,0 °C et le cumul annuel moyen de précipitations est de 721,9 mm. 
La température maximale relevée sur cette station est de 41,2 °C, atteinte le 25 juillet 2019 ; la température minimale est de −15,5 °C, atteinte le 20 décembre 2009,,. 
Les paramètres climatiques de la commune ont été estimés pour le milieu du siècle (2041-2070) selon différents scénarios d'émission de gaz à effet de serre à partir des nouvelles projections climatiques de référence DRIAS-2020. Ils sont consultables sur un site dédié publié par Météo-France en novembre 2022.

## Urbanisme

### Typologie
Au 1er janvier 2024, Saint-Thomas-en-Argonne est catégorisée commune rurale à habitat très dispersé, selon la nouvelle grille communale de densité à sept niveaux définie par l'Insee en 2022.
Elle est située hors unité urbaine. Par ailleurs la commune fait partie de l'aire d'attraction de Sainte-Menehould, dont elle est une commune de la couronne,. Cette aire, qui regroupe 50 communes, est catégorisée dans les aires de moins de 50 000 habitants,.

### Occupation des sols
L'occupation des sols de la commune, telle qu'elle ressort de la base de données européenne d’occupation biophysique des sols Corine Land Cover (CLC), est marquée par l'importance des territoires agricoles (68,9 % en 2018), une proportion identique à celle de 1990 (68,9 %). La répartition détaillée en 2018 est la suivante : 
terres arables (45,9 %), forêts (31,1 %), prairies (17,2 %), zones agricoles hétérogènes (5,8 %). L'évolution de l’occupation des sols de la commune et de ses infrastructures peut être observée sur les différentes représentations cartographiques du territoire : la carte de Cassini (XVIIIe siècle), la carte d'état-major (1820-1866) et les cartes ou photos aériennes de l'IGN pour la période actuelle (1950 à aujourd'hui).

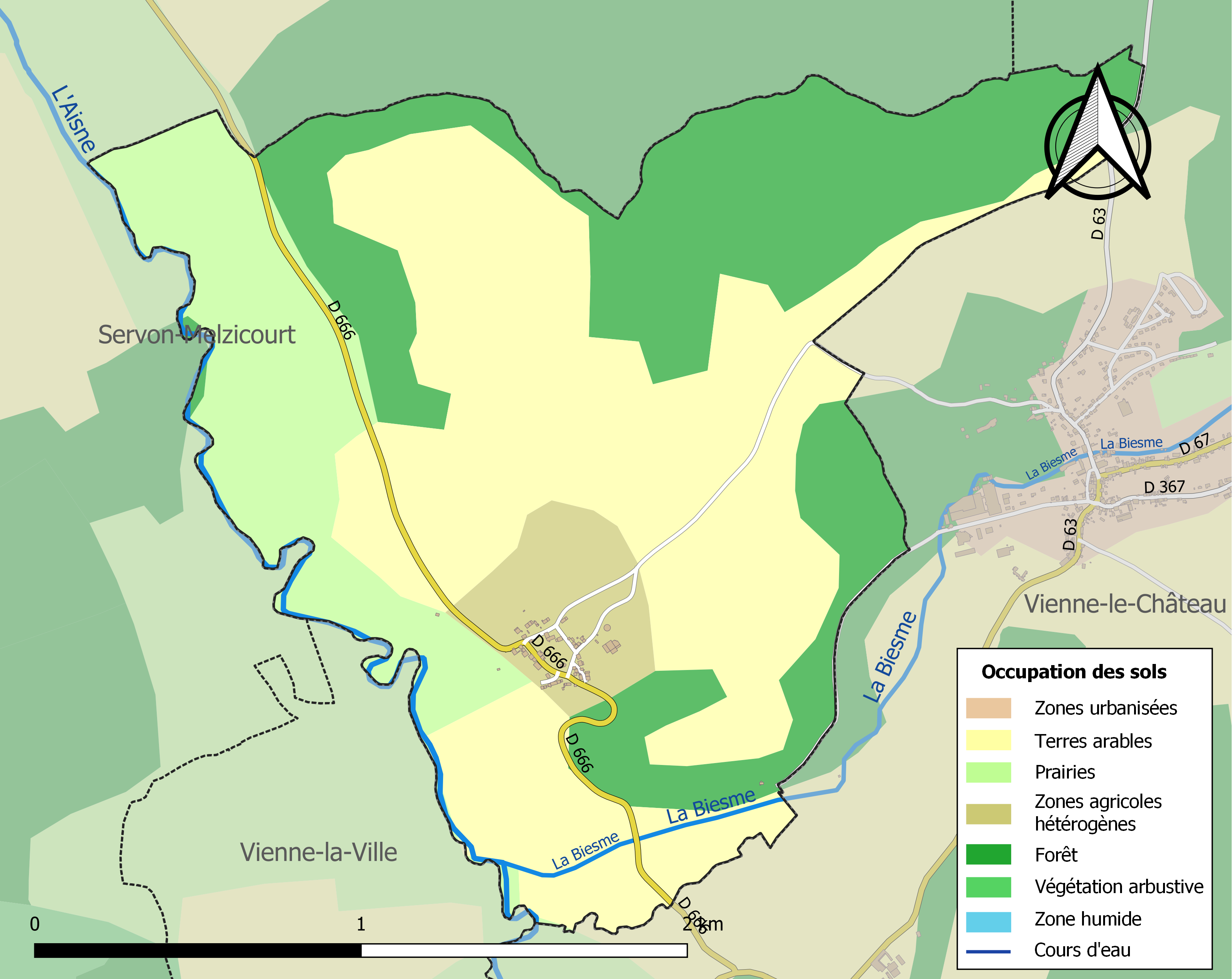
Carte des infrastructures et de l'occupation des sols de la commune en 2018 (CLC).

## Toponymie
Le nom de la localité est attesté sous les formes Altare de Sancto Thoma (1096) ; « Ecclesia Sancti Thome secus castellum Viennense » (1126) ; « Ecclesia Sancti Thome prope castrum Viennense » (1154) ; Sanctus Thomas de Vienna, Sanctus Thomas juxta Viennam (1184) ; Sanctus Thomas juxta Viayne (1303-1312) ; Sanctus Thomas juxta Vienne (1346) ; Bel-Air-sur-Aisne (1793) ; Montaisme [lisez Montaisne (1794).
Saint-Thomas est un hagiotoponyme qui fait référence à l'apôtre Thomas.
Le qualificatif en Argonne fait référence à l'Argonne, région naturelle qui chevauche les départements de la Marne, des Ardennes et de la Meuse, à l'est du bassin parisien.

## Histoire

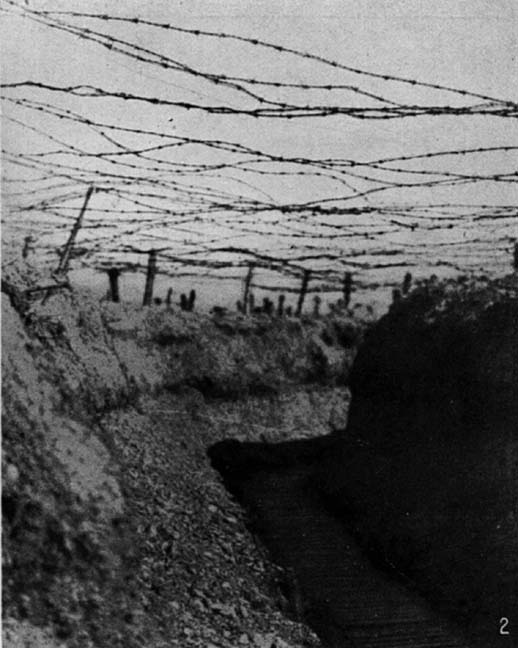
Une tranchée à Saint-Thomas en 1917.

Pendant la Révolution française, la commune, alors nommée simplement Saint-Thomas, a porté provisoirement le nom de Bel-Air-sur-Aisne et de Mont-Aisne. C'est en 1921 que fut ajouté -en-Argonne au nom de la commune.
Le village est totalement détruit au cours de la Première Guerre mondiale. La reconstruction de Saint-Thomas a lieu dans les années 1920 ; celle de la mairie s'est faite avec l'aide de la commune de Courbevoie qui a donné le nom du village à une de ses rues.

## Politique et administration
Par décret du 29 mars 2017, l'arrondissement de Sainte-Menehould est supprimée et la commune est intégrée le 31 mars 2017 à l'arrondissement de Châlons-en-Champagne.

### Intercommunalité
La commune, antérieurement membre de la communauté de communes du canton de Ville-sur-Tourbe, est membre, depuis le 1er janvier 2014, de la CC de l'Argonne Champenoise.
En effet, conformément au schéma départemental de coopération intercommunale de la Marne du 15 décembre 2011, cette communauté de communes de l'Argonne Champenoise est issue de la fusion, au 1er janvier 2014,  de : 
- la communauté de communes du Canton de Ville-sur-Tourbe ;
- de la communauté de communes de la Région de Givry-en-Argonne ;
- et de la communauté de communes de la Région de Sainte-Menehould.

Les communes isolées de Cernay-en-Dormois, Les Charmontois, Herpont et Voilemont ont également rejoint l'Argonne Champenoise à sa création.

### Liste des maires
| Période                                  | Période   | Identité              | Étiquette | Qualité |
| ---------------------------------------- | --------- | --------------------- | --------- | ------- |
| Les données manquantes sont à compléter. |           |                       |           |         |
| mars 1965                                | mars 2008 | André Didier          |           |         |
| mars 2008                                | mars 2014 | Henri Jacques         |           |         |
| mars 2014                                | juin 2020 | Jean-Louis Le Hingrat |           |         |
| juin 2020                                | En cours  | Daniel Gouelle        |           |         |

## Démographie
L'évolution du nombre d'habitants est connue à travers les recensements de la population effectués dans la commune depuis 1793. Pour les communes de moins de 10 000 habitants, une enquête de recensement portant sur toute la population est réalisée tous les cinq ans, les populations de référence des années intermédiaires étant quant à elles estimées par interpolation ou extrapolation. Pour la commune, le premier recensement exhaustif entrant dans le cadre du nouveau dispositif a été réalisé en 2007.

En 2022, la commune comptait 37 habitants, en évolution de −2,63 % par rapport à 2016 (Marne : −1,19 %, France hors Mayotte : +2,11 %).
| 1793 | 1800 | 1806 | 1821 | 1831 | 1836 | 1841 | 1846 | 1851 |
| ---- | ---- | ---- | ---- | ---- | ---- | ---- | ---- | ---- |
| 187  | 194  | 210  | 197  | 193  | 198  | 197  | 197  | 203  |

| 1856 | 1861 | 1866 | 1872 | 1876 | 1881 | 1886 | 1891 | 1896 |
| ---- | ---- | ---- | ---- | ---- | ---- | ---- | ---- | ---- |
| 208  | 212  | 187  | 185  | 184  | 184  | 157  | 154  | 135  |

| 1901 | 1906 | 1911 | 1921 | 1926 | 1931 | 1936 | 1946 | 1954 |
| ---- | ---- | ---- | ---- | ---- | ---- | ---- | ---- | ---- |
| 129  | 120  | 96   | 76   | 87   | 78   | 84   | 60   | 70   |

| 1962 | 1968 | 1975 | 1982 | 1990 | 1999 | 2006 | 2007 | 2012 |
| ---- | ---- | ---- | ---- | ---- | ---- | ---- | ---- | ---- |
| 83   | 84   | 78   | 59   | 53   | 51   | 44   | 43   | 38   |

| 2017 | 2022 | - | - | - | - | - | - | - |
| ---- | ---- | - | - | - | - | - | - | - |
| 40   | 37   | - | - | - | - | - | - | - |

## Lieux et monuments
- L'église Saint-Thomas est détruite comme l'ensemble du village durant la Première Guerre mondiale. Elle est reconstruite après la guerre par l'architecte M. Gallot et l'entrepreneur Émile Noël. Son inauguration au lieu en 1925. L'escalier de 1823 est le seul vestige de l'ancienne église[31].
- La Nécropole nationale de Saint-Thomas-en-Argonne